# Ľudmila Podjavorinská

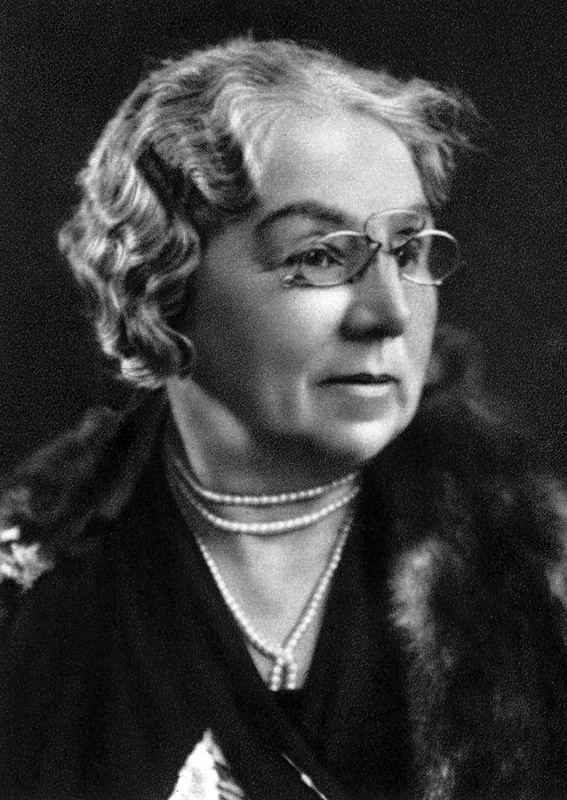
Ľudmila Podjavorinská

Ľudmila Podjavorinská (eigentlich Ľudmila Riznerová; * 26. April 1872 in Horné Bzince, Komitat Neutra, Königreich Ungarn, heute Teil der Gemeinde Bzince pod Javorinou in der Slowakei; † 2. März 1951 in Nové Mesto nad Váhom) war eine slowakische Dichterin und Schriftstellerin. Bekannt wurde sie vor allem als erste moderne slowakische Autorin der Kinder- und Jugendliteratur.

## Werdegang
Podjavorinská kam  als achtes von zehn Kindern in der Familie des Lehrers Karol Rudolf Rizner und seiner Gattin Mária zur Welt. Eine formale Ausbildung erhielt sie nur an der Volksschule im Heimatort Horné Bzince, aber bereits mit 12 Jahren hatte sie eine sehr gute Übersicht über die zeitgenössische slowakische Literatur. Aus der tschechischen literarischen Landschaft waren Božena Němcová, Karolína Světlá und Alois Jirásek ihre Lieblingsautoren. Sie debütierte mit 15 Jahren und wurde beim Schaffen durch ihren Onkel Ľudovít V. Rizner und den örtlichen evangelischen Pfarrer Ján Pravoslav Leško unterstützt.
1910 zog sie mit ihrer Familie in die nahe Kleinstadt Nové Mesto nad Váhom um. Kurz nach dem Ersten Weltkrieg arbeitete sie als Beamtin für die lokale Niederlassung des Roten Kreuzes und als Vorsteherin des Lokalausschusses des slowakischen Kulturinstituts Matica slovenská, ansonsten lebte sie von bescheidenen Einnahmen für ihre Literaturarbeit in verschiedenen Publikationen.
1947 erhielt sie vom tschechoslowakischen Staat die Auszeichnung „Nationaler Künstler“. Sie starb 1951 zurückgezogen in Nové Mesto nad Váhom und ist auf dem Friedhof in Bzince pod Javorinou bestattet.

## Pseudonyme
Für ihre Werke nutzte Podjavorinská zahlreiche Pseudonyme, unter anderen folgende: Ružodolská, Damascéna, Nechtík, Božena, Podjavorinská, Šeršelínová, Špirifangulínová, Ľudka, Ľudmila, Ľudmila R., Veselohorská, Vrzalovská, M. Ružodolský, Milko Ružodolský, Nevädza, Podjavorinský, Podjavorský, Sojka, Teta Ľudmila, Teta Ľudmila Podjavorinská.
Der Name Podjavorinská weist auf die Landschaft unterhalb des Bergs Veľká Javorina an der slowakisch-tschechischen Grenze hin, somit bedeutet er etwa „die aus Podjavorina stammende“.

## Werk
Podjavorinskás Erstlinge waren kurze Skizzen aus dem dörflichen Milieu aus dem Jahr 1888 und sie schrieb zuerst für die in Budapest herausgegebene slowakische Zeitung Slovenské noviny und für die Zeitschrift Vlasť a svet. 1892 fing sie an, ihre Beiträge in der Literaturzeitschrift Slovenské pohľady und der in Martin ansässigen Zeitung Národné noviny zu veröffentlichen. 1895 folgte die erste Gedichtsammlung Z vesny života („Aus dem Frühling des Lebens“) und sie gab später noch drei weitere Gedichtsammlungen heraus, ein Großteil ist jedoch in verschiedenen Zeitschriftbeiträgen verstreut. Ihre Prosa ist vor allem dem dörflichen Leben gewidmet und hebt soziale und ethische Konflikte sowie die Stellung der Frau in der Gesellschaft hervor.
Bekannt wurde Podjavorinská vor allem aber als Kinderdichterin und -schriftstellerin. Sie verfasste Kindergedichte seit 1901 und publizierte sie in den Zeitschriften Noviny malé, Zornička, Včielka, Priateľ dietok und später überwiegend in Slniečko. Ab den 1920er Jahren schrieb sie vermehrt Epik und wechselte zunehmend vom Thema Kinderleben und Natur zu anthropomorphisierten Tiercharakteren.

### Poesie
Lyrik
- 1892: Z vesny života („Aus dem Frühling des Lebens“)
- 1930: Balady („Balladen“)

Versepik
- 1942: Piesne samoty („Lieder der Einsamkeit“)
- 1946: Balady a povesti („Balladen und Geschichten“)

### Prosa
- 1893: Protivy
- 1905: V otroctve („In der Sklaverei“)
- 1906: Blud („Das Trugbild“)
- 1906: Kde sa vzal? (1906)
- 1909: Dvaja bratia a Nešťastie pôvodcom šťastia („Zwei Brüder und Unglück als Schöpfer von Glück“)
- 1910: Žena („Die Frau“)
- 1914: Otrok („Der Sklave“)

### Kinderliteratur
- 1921: Kytka veršov pre slovenské dietky („Ein Strauß von Versen für slowakische Kinder“)
- 1930: Veršíky pre malých („Verslein für die Kleinen“)
- 1930: Medový hrniec („Honig-Topf“)
- 1930: Zajko Bojko
- 1931: Čarovné skielka („Zauber-Gläschen“, Märchensammlung)
- 1932: Baránok boží („Das Lamm Gottes“)
- 1939: Škovránok („Die Lerche“)
- 1942: Čin-čin
- 1947: Klásky („Die Ährchen“)